# Camponotus decipiens
Camponotus decipiens é uma espécie de inseto do gênero Camponotus, pertencente à família Formicidae.